# 十芒星
幾何学において、十芒星（英語: decagram、デカグラム）は、10個の角を持つ星型多角形。正十芒星は、正十角形の頂点を3つおきに結んでいくとできる図形である。シュレーフリ記号は{10/3}である。

## 正十芒星
1辺が1である正十芒星の場合、各辺を交点で区切った長さの割合は以下のようになる。

## 応用
正十芒星は、ギリータイルの装飾図柄の1つとして用いられている。

## 関連図形
正十芒星は、正十角形と同じ頂点を持つ、記号 {10/n} で表される10点ポリグラムである。このポリグラムのうち、{10/3} （3点おきに結んだもの）のみが星型正十角形を形成するが、星型正多角形が組み合わさったものと解釈できるものは3つある。
- {10/5} - 5つの二角形を組み合わせたもの 5{2}
- {10/4} - 2つの五芒星を組み合わせたもの 2{5/2}
- {10/2} - 2つの五角形を組み合わせたもの 2{5}.[3][4]

| 形状 | 凸            | 組み合わせ    | 星型多角形 | 組み合わせ      | 組み合わせ    |
| ---- | ------------- | ------------- | ---------- | --------------- | ------------- |
| 図   |               |               |            |                 |               |
| 記号 | {10/1} = {10} | {10/2} = 2{5} | {10/3}     | {10/4} = 2{5/2} | {10/5} = 5{2} |

{10/2} は、3次元の複合十二面体二十面体、4次元の複合百二十胞体六百胞体の2次元のものと見ることができる。つまり、それぞれの双対にある2つの五角形ポリソープを組み合わせたものである。
{10/4}も同様の理由により、3次元における小星型十二面体と大十二面体を組み合わせたもの、大二十面体と大星型十二面体を組み合わせたものと2次元において等価なものとみなすことができる。4次元においては相当するものは6つあり、そのうち2つは五芒星自身のように2つの自己双対星ポリトープを組み合わせたもの、複合大百二十胞体、複合大星型百二十胞体である。複合多面体の一覧参照。
正五角形と五芒星の先端を大きく切り取ると、10個の等間隔にうたれた頂点と2辺の長さが頂点推移のままである（図形の対称性により任意の2頂点を互いに変換できる）中間星型多角形ができる。
| 正多角形・正星型多角形 | 等角 | 等角 | 正多角形・正星型多角形 二重被覆 |
| ---------------------- | ---- | ---- | ------------------------------- |
| t{5} = {10}            |      |      | t{5/4} = {10/4} = 2{5/2}        |
| t{5/3} = {10/3}        |      |      | t{5/2} = {10/2} = 2{5}          |